# بيرسي ر. كيلي
بيرسي ر. كيلي (بالإنجليزية: Percy R. Kelly)‏ هو محامي وقاضي وسياسي أمريكي، ولد في 13 يوليو 1870 في أرلينغتون في الولايات المتحدة، وتوفي في 14 يونيو 1949. حزبياً، نشط في الحزب الجمهوري. وقد انتخب عضو مجلس ولاية أوريغون وانتخب عضو مجلس نواب أوريغون.